# Stade Gigante de Arroyito
Le stade Dr. Lisandro de la Torre ou stade Gigante de Arroyito est un stade de football inauguré le 14 novembre 1926 et situé à Rosario en Argentine. Il accueille les matchs à domicile du club de football Rosario Central, évoluant en première division.

## Histoire
Situé à Rosario, ce stade fut construit entre 1927 et 1929, puis rénové en 1957, en 1963, en 1968 et entre 1974 et 1978. Il possède une capacité de 41 654 personnes. Il a été nommé en l’honneur de l’homme politique Lisandro de la Torre.
Il accueillit la Coupe du monde de football de 1978. Des matchs du premier tour  s'y déroulèrent (Tunisie-Mexique, Pologne-Tunisie et Pologne-Mexique) et du second tour (Argentine-Pologne, Argentine-Brésil et Argentine-Pérou).
Il accueillit aussi la Copa América 1987, et plus précisément les matchs du groupe C (Colombie, Bolivie et Paraguay). À partir de 2012, il accueille certains matchs de l’équipe d'Argentine de rugby à XV dans le cadre du Rugby Championship.